# Teatrul Național „Satiricus Ion Luca Caragiale” din Chișinău
Teatrul Național „Satiricus Ion Luca Caragiale” este un teatru dramatic municipal din Chișinău, capitala Republicii Moldova. A fost fondat în anul 1990 din inițiativa actorului și regizorului Sandu Grecu. Repertoriul teatrului cuprinde în special piese de satiră și umor.

## Repertoriu
În 28 ani de activitate Teatrul Național Satiricus Ion Luca Caragiale a realizat următoarele spectacole de referință:
- Migraaaanți sau prea suntem mulți pe nenorocita asta de barcă de Matei Vișniec
- Hamlet de William Shakespeare
- Puștoaica de la etajul 13 sau dragă societate de Mircea M. Ionescu
- Doctor de femei de Georges Feydeau
- Banii, banii sau „borsetka” de Ray Cooney
- Poker sau femei de Neil Simon
- Hoțul de Dario Fo
- Angajare de clovn de Matei Vișniec
- Nunta de Anton P. Cehov
- Bătrânii noștri de Dumitru Crudu
- Amor în stil italian de Franca Rame
- Carmen, II de Prosper Mérimée
- Țara asta a uitat de noi… de Constantin Cheianu
- Soție de împrumut de Nicolae Negru
- Partidul sexual unit de Serghei Evstratiev
- Cu bunelul, ce facem...? de Constantin Cheianu
- Eu pentru cine votez? de Val Butnaru
- 7 aprilie 2009 de Constantin Cheianu, Irina Nechit
- Cerere în căsătorie de Anton P. Cehov
- Made in Moldova! de Constantin Cheianu
- Caligula de Josef Toman
- Dictatorul de Andrei Strâmbeanu
- Hai să ne jucăm! de Iulian Filip
- Vânătoarea de șobolani de Peter Turrini
- Maimuța în baie de Irina Nechit
- Totul despre noi de Constantin Cheianu
- Soție de împrumut de Nicolae Negru
- O noapte furtunoasă de Ion Luca Caragiale
- Oameni și șoareci de John Steinbeck
- Ispitirea lui Iuda de Andrei Burac
- Salvați America! de Dumitru Crudu
- Năpasta de Ion Luca Caragiale
- D’ale carnavalului de Ion Luca Caragiale
- Jertfe patriotice după Ion Luca Caragiale, Vasile Alecsandri
- O scrisoare pierdută de Ion Luca Caragiale
- Carmen - I de Prosper Mérimée (în spaniolă)
- Din zodia buricului de Gheorghe Urschi
- Maestrul și Margarita de Mihail Bulgakov (în 7 limbi: rusă, română, italiană, ebraică, germană, franceză, latină)
- Metamorfozele II de Ovidiu (în limba latină)
- Opriți globul Moldovei, vreau să cobor de Ion Diviza, Sandu Grecu
- SRL Moldovanul de Nicolae Esinencu
- Metamorfozele I de Ovidiu (în limba latină)
- Care-s sălbaticii? de Iulian Filip
- Ciuleandra de Liviu Rebreanu
- Le mariage force de J.B.Moliere (în limba franceză)
- Beethoven cântă din pistol de Mircea M.Ionescu
- Moliere de Mihail Bulgakov
- Triunghiul păcatului de Tudor Mușatescu
- Unde mergem, domnilor? după Ion Luca Caragiale, Vasile Alecsandri, Bogdan P. Hasdeu
- Hercule de Fr. Dürrenmatt
- Moțoc după Grigore Ureche, Costache Negruzzi, Vasile Alecsandri
- Doi purceluși (folclor pentru copii)
- Păcală și Tândală (folclor pentru copii)
- Ho țară! de Ion Diviza și Alexandru Grecu
- Ce e viața omului? de Arcadii Arkanov